# کاهینه (سرده)
کاهینه (نام علمی: Carpesium) نام یک سرده از زیرخانواده کاسنی‌واریان است.